# Futbol Club Barcelona hockey sobre patines 1949
Questa voce raccoglie le informazioni riguardanti il Futbol Club Barcelona hockey sobre patines nelle competizioni ufficiali della stagione 1949.

## Rosa 1949

### Giocatori
| N° | Naz.              | Ruolo | Sportivo                    | Anno | Alt. | Peso |
| -- | ----------------- | ----- | --------------------------- | ---- | ---- | ---- |
|    | Spagna (bandiera) | P     | Fenollosa                   |      |      |      |
|    | Spagna (bandiera) | E     | Santiago Barrabin           |      |      |      |
|    | Spagna (bandiera) | E     | Ramon Macia Vidal           | 1927 |      |      |
|    | Spagna (bandiera) | E     | Plasencia                   |      |      |      |
|    | Spagna (bandiera) | E     | Solorzano                   |      |      |      |
|    | Spagna (bandiera) | E     | Francisco Valsecchi Almagro | 1920 |      |      |

### Staff
- 1º Allenatore:
- 2º Allenatore:
- Meccanico: